# Liv Mjönes
Liv Anna Mjönes (født 18. september 1979 i Kista) er en svensk skuespillerinde, der startede sin karriere som 16. årig. Hun studerede på Teaterhögskolan i Stockholm og dimitterede i 2006.
Mjönes har fire gange været nomineret til en Guldbagge i henholdsvis 2012, 2017, 2022 og 2023.

## Filmografi
- Miffo (2003)
- Coachen (tv-serie, 2005)
- Isola (kortfilm, 2006)
- Pas på fjolserne (2007)
- Uskyldigt dømt (tv-serie,  2008)
- Kyss mig (2011)
- Hamilton: I nationens interesse (2012)
- Solsidan (tv-serie, 2012)
- Wallander (tv-serie, 2013)
- Modus (tv-serie, 2015)
- Tsatsiki, far og olivenkrigen (2015)
- Gentlemen & Gangsters (tv-serie, 2016)
- Den alvorsfulde leg (2016)
- Livet i Mattelandet (tv-serie, 2016)
- All Inclusive (2017)
- Liberty (tv-serie, 2018)
- Maria Wern (tv-serie, 2018)
- Advokaten (tv-serie, 2018-2020)
- Tsunami (tv-serie, 2020)
- Fodboldtigre (2020)
- Amningsrummet (tv-serie, 2020)
- Vikingulven (2022)
- Tak for sidst (2022)
- Hændelser ved vand (tv-serie, 2023)
- Familien Andersson (tv-serie, 2023-2024)